# Елиця Тодорова
Е́лиця То́дорова (болг. Елица Тодорова; нар. 2 вересня 1977 року, Варна, Болгарія) — болгарська співачка. Разом зі Стояном Янкуловим представляла Болгарію на Євробаченні 2013 (дует не вийшов у фінал) та на Євробаченні 2007 в Гельсінкі, де посіли п'яте місце, що є третім найкращим результатом за всю історію участі країни на конкурсі.